# Newportia phoretha
Newportia phoretha är en mångfotingart som beskrevs av Chamberlin 1950. Newportia phoretha ingår i släktet Newportia och familjen Scolopocryptopidae.
Artens utbredningsområde är Venezuela. Inga underarter finns listade i Catalogue of Life.